# Arena Lviv
Arena Lviv är en fotbollsarena belägen i Lviv, Ukraina och en av spelplatserna för Fotbolls-EM 2012, som har en kapacitet på 34 915 åskådare. 
Arenan stod klar 2011 och är hemmaplan för det ukrainska ligalaget FC Karpaty Lviv. 
På grund av inbördeskriget i östra Ukraina spelar också Donetsk-klubborna Metalurh och Sjachtar under säsongen 2014/15 deras hemmamatcher på Arena Lviv.

## Matcher i EM 2012
Tre gruppspelsmatcher i grupp B spelades här. De övriga matcherna i gruppen spelades på Metalist Stadium i Charkiv.
| Datum        | Speltid (CEST / EEST) | Lag 1    | Resultat | Lag 2    | Runda   | Åskådare |
| ------------ | --------------------- | -------- | -------- | -------- | ------- | -------- |
| 9 juni 2012  | 18.00 / 19.00         | Tyskland | 1-0      | Portugal | Grupp B | 32 990   |
| 13 juni 2012 | 20.45 / 21.45         | Danmark  | 2-3      | Portugal | Grupp B | 31 840   |
| 17 juni 2012 | 20.45 / 21.45         | Danmark  | 1-2      | Tyskland | Grupp B | 32 990   |